# 库罗尔特-达拉孙
库罗尔特-达拉孙（羅馬化：Kurort-Darasun）是俄罗斯外贝加尔边疆区的市级镇，属卡雷姆斯科耶区，位于音果达河支流图拉河（Тура）及其支流达拉孙河沿岸，在区行政中心卡雷姆斯科耶西南、边疆区首府赤塔南偏东方。
该地2021年人口有2,689人；2010年人口3,120；2002年人口3,423；1989年人口5,158。